# Zexmenia simplex
Zexmenia simplex là một loài thực vật có hoa trong họ Cúc. Loài này được (V.M.Badillo) R.L.Hartm. & Stuessy miêu tả khoa học đầu tiên năm 1983.